# Murr (Comic)
Murr ist der Debütcomic von Josephine Mark, der 2021 beim Zwerchfell Verlag herauskam. Die Western-Parodie folgt der gleichnamigen Hauptfigur, die nach 20 Jahren als Bandit am Galgen landet. Obwohl der Strick reißt und Murr deswegen überlebt, wird er danach buchstäblich vom Tod verfolgt.

## Handlung
Murr, der eigentlich Murphy heißt, war schon als Kind ein fieser Zeitgenosse, der seinen Mitschülern Kekse klaute, sie verprügelte und Tiere quälte. Der Berufsempfehlung seiner Schule folgend wird er Bandit im Wilden Westen und deswegen 20 Jahre später für seine Schandtaten gehängt. Ausschlaggebend war eine kurze Affäre mit der Frau des Sheriffs. Der Strick reißt allerdings und Murr überlebt, wird danach aber höchstpersönlich vom Tod (als auftretende Figur) verfolgt. Mit seiner Sterblichkeit konfrontiert, ändert Murr sein Verhalten; er geht beispielsweise Duellen aus dem Weg oder hat Angst, beim Falschspielen erwischt zu werden. Schließlich lässt er sich auf einen Handel mit dem Tod ein. Er tauscht seine plötzliche Todesangst gegen eine ihm ebenfalls unbekannte Emotion, nämlich echte Liebe zu einem anderen Lebewesen. Als Subjekt seiner Zuneigung wählt er sein Pferd Sam, wodurch Murr die Welt auf eine andere Art als Furcht erregend empfindet.

## Entstehung und Stil
Mehrere Krankheitsfälle im Familien- und Freundeskreis von Josephine Mark, die sie als „viele kleine Nadelstiche“ beschreibt, ließen sie über „den Tod, das Abschiednehmen und Loslassen“ nachdenken, was die Grundlage für ihren schwarzhumorigen Comic Murr bildete.

„Ich verbinde gerne Humor, teilweise auch Galgenhumor mit ernsten und tragischen Themen.“

Das Skript von Murr verfasste Mark innerhalb von nur einer Woche für ein Seminar zum Comiczeichnen, das im Rahmen des Comic-Salons Erlangen im Jahr 2017 angeboten wurde. Die Teilnehmer sollten einen Text zum Thema „Um die Ecke“ verfassen. Mark konnte ihre Idee auch wegen des gewählten Genres schnell umsetzen. Dank bekannter Figurenkonstellationen in Western hätten Leser bereits konkrete Vorstellungen und lange Erklärungen erübrigten sich.
Für den Comic verwendete Mark sowohl analoge als auch digitale Zeichentechniken. Ihre schlicht gestalteten Figuren setzte sie mit einem markanten Tuschestrich auf Papier um; die an Aquarell erinnernde Kolorierung entstand am Computer.

## Veröffentlichung
Marks erster umfangreicher Comic mit einer fortlaufenden Handlung erschien 2021 beim Zwerchfell Verlag, ISBN 978-3-943547-59-7. Bis zur Veröffentlichung von Murr wurde lediglich eine Auswahl einiger Cartoons vom Blog der Künstlerin im Pattloch Verlag unter dem Titel Tiere sind auch nur Menschen publiziert, ISBN 978-3-629-11445-7.

## Kritiken und Auszeichnungen
Andrea Heinze fasst Murr beim Mitteldeutschen Rundfunk als gekonnte Western-Parodie „mit Tiefgang, Humor und Emotionen“ zusammen. Das Werk sei ein „witziges Spiel mit Zitaten aus der Popkultur“, die Dialoge hätten oft die „Rasanz von Screwball-Komödien“. In einer Episode kommentiert Murr sein Handeln mit „I Shot the Sheriff“, aus dem Hintergrund folgt die Antwort „But you didn’t shoot the Deputy“. Der Comic sei auch deshalb so gelungen, weil er „ohne Umwege auf den Punkt kommt“. Der NDR charakterisiert die Geschichte als witzig wie tiefgründig und erfrischend gezeichnet. Dank spritziger Dialoge werde sie um großen Lesevergnügen für Kinder ab 12 Jahren.
Eine Rezension bei comic-couch.de hält fest, Mark erzähle in ihrem skurrilen Western „schwarzhumorig und behutsam vom Anfang, vom Ende, und von den großen Gefühlen dazwischen“.
Es gebe nur wenige deutsche Comics, die sich mit dem Tod beschäftigten, schreibt Stefan Pannor in Der Tagesspiegel. Mark liefere gleich zwei Werke in kurzer Folge zur Thematik, die beide „sehr lustig“ ausfielen. Während sich Murr eher abstrakt mit Tod und Vergänglichkeit beschäftige, sei das Thema bei  Trip mit Tropf  deutlich gegenwärtiger.
Im Jahr 2022 wurde Murr mit einem ICOM Independent Comic Preis in der Gattung „Bester Independent Comic – Verlagsveröffentlichung“ ausgezeichnet. Sandra Nußer hält in der Begründung der Jury fest, Marks erstes Langwerk sei ein „wunderbar griffiges Buch voller farbharmonischer Zeichnungen“, wobei man auf kein Panel verzichten wolle. Der Comic liefere dabei eine „komplexe Betrachtung der existenziellen Frage nach dem Sinn hinter einfach allem“. Die Jury habe sich bei der harmonischen Entscheidung „schneller festgelegt, als Lucky Luke nach Jolly Jumper pfeifen kann“.